# 2025 en astronomie
| Années de l'astronomie : 2022 - 2023 - 2024 - 2025 - 2026 - 2027 - 2028    |
| Décennies de l'astronomie : 1990 - 2000 - 2010 - 2020 - 2030 - 2040 - 2050 |

## Événements

### Janvier
- 4 janvier : la Terre se trouve à son périhélie à 13 h 28 UTC[1].
- 16 janvier : début d'une parade planétaire[2],[3].

### Mars
- 2 mars : atterrissage de la sonde Blue Ghost Mission 1 sur la Lune de la société américaine Firefly Aerospace, sur le Mons Latreille.
- 6 mars : l'atterrisseur Athena, de la mission américaine Intuitive Machines 2, atteint la surface de la Lune.
- 11 mars : annonce de la découverte de 128 nouveaux satellites de Saturne, portant le total à 274[4].
- 12 mars : fin d'une parade planétaire[2],[3].
- 30 mars : Spectrum, le premier lanceur orbital tiré depuis l'Europe, explose peu après son décollage sur la base d'Andøya en Norvège[5].

### Avril
- 20 avril : la sonde spatiale Lucy survole l'astéroïde (52246) Donaldjohanson.

### Juillet
- 1er juillet : ATLAS Chile (W68) découvre le troisième objet interstellaire connu : 3I/ATLAS[6].
- 3 juillet : la Terre se trouve à son aphélie à 19 h 54 UTC[7].

### Août
- 19 août : annonce de la découverte de S/2025 U 1 (en), le vingt-neuvième satellite naturel d'Uranus connu[8].

### Décembre
- 5 décembre : insertion de la sonde BepiColomb en orbite autour de la planète Mercure[9].

## Objets

### Comètes
En 2025, les comètes suivantes sont à l'honneur :

### Phases de la Lune
Le tableau suivant résume les phases de la Lune pour l'année 2025:
| #  | Nouvelle lune | Premier quartier | Pleine lune | Dernier quartier |
| -- | ------------- | ---------------- | ----------- | ---------------- |
| 1  |               | 06/01            | 13/01       | 21/01            |
| 2  | 29/01         | 05/02            | 12/02       | 20/02            |
| 3  | 28/02         | 06/03            | 14/03       | 22/03            |
| 4  | 29/03         | 05/04            | 13/04       | 21/04            |
| 5  | 27/04         | 04/05            | 12/05       | 20/05            |
| 6  | 27/05         | 03/06            | 11/06       | 18/06            |
| 7  | 25/06         | 02/07            | 10/07       | 18/07            |
| 8  | 24/07         | 01/08            | 09/08       | 16/08            |
| 9  | 23/08         | 31/08            | 07/09       | 14/09            |
| 10 | 21/09         | 29/09            | 07/10       | 13/10            |
| 11 | 21/10         | 29/10            | 05/11       | 12/11            |
| 12 | 20/11         | 28/11            | 04/12       | 11/12            |
| 13 | 20/12         | 27/12            |             |                  |

### Conjonctions
Conjonctions notables entre Lune, planètes du système solaire, et étoiles remarquables pour l'année 2025 :
| Date | Premier corps | Deuxième corps | Séparation |
| ---- | ------------- | -------------- | ---------- |